# Вазиани (военная база)
Вазиани — поселок, расположенный в 25 км от Тбилиси. До 30 июня 2001 здесь находилась 137-я военная база Министерства обороны России.

## История
28 июля 2008 года на базе состоялась заключительная часть грузино-американских учений «Мгновенный ответ — 2008».
С 11 по 18 мая 2009 года здесь прошли совместные с НАТО военные учения в рамках программы «Партнёрство во имя мира».
С 11 по 26 мая 2016 года в рамках американо-грузинских учений Noble Partner 2016 на полигон Вазиани с территории Болгарии были доставлены танки M1A2 «Абрамс» и боевые машины пехоты «Брэдли».